# 井上良智
井上 良智（いのうえ よしとも、1851年7月9日（嘉永4年6月11日） -  1913年1月4日）は、日本の海軍軍人、華族。最終階級は海軍中将。男爵。

## 経歴
現在の鹿児島県出身。薩摩藩士・井上九助の息子として生まれる。明治4年（1871年）9月、砲術生徒となり「龍驤」乗組を経て、明治5年（1872年）6月、アメリカ合衆国へ留学。1877年9月にアメリカ海軍兵学校に入学し、1881年（明治14年）6月、卒業。同年8月に帰国し、翌月、海軍中尉に任官した。
東海鎮守府在勤、参謀本部海軍部第3局第1課長、在朝鮮公使館附武官、「浪速」副長などを歴任し、1892年（明治25年）12月、「赤城」艦長に就任。1894年（明治27年）2月、「愛宕」艦長となり日清戦争に出征。1895年（明治28年）5月11日、海軍大佐に昇進し「筑紫」艦長となるが、同月25日には在清国公使館附武官へ転出した。
1897年（明治30年）6月、「秋津洲」艦長に就任し、佐世保鎮守府参謀長を経て、1898年（明治31年）5月、侍従武官となり、1908年（明治41年）5月まで10年間にわたり在任した。この間、1902年（明治35年）5月に海軍少将、1905年（明治38年）11月に海軍中将へ進んだ。
1907年（明治40年）9月21日、男爵の爵位を授爵し華族となり、1908年（明治41年）5月、海軍将官会議議員に就任。同年8月、待命となり、1909年（明治42年）8月、予備役に編入された。

## 栄典
- 1881年（明治14年）11月7日 - 従七位[3]
- 1882年（明治15年）10月31日 - 正七位[3]
- 1889年（明治22年）11月15日 - 従六位[4]
- 1894年（明治27年）
  - 5月29日 - 勲六等瑞宝章[5]
  - 12月10日 - 正六位[6]
- 1895年（明治28年）
  - 9月27日 - 単光旭日章・功四級金鵄勲章[7]
  - 11月18日 - 明治二十七八年従軍記章[8]
- 1897年（明治30年）5月10日 - 勲五等瑞宝章[9]
- 1898年（明治31年）3月8日 - 従五位[10]
- 1902年（明治35年）
  - 5月10日 - 明治三十三年従軍記章[3][11]
  - 10月20日 - 正五位[12]
- 1903年（明治36年）5月16日 - 勲四等瑞宝章[13]
- 1905年（明治38年）
  - 5月30日 - 勲三等瑞宝章[14]
  - 11月30日 - 従四位[15]
- 1906年（明治39年）4月1日 - 勲二等旭日重光章・功三級金鵄勲章・明治三十七八年従軍記章[16]
- 1907年（明治40年）9月21日 - 男爵[17]
- 1909年（明治42年）9月20日 - 正四位[18]
- 1913年（大正2年）1月4日 - 勲一等瑞宝章[19]

外国勲章佩用允許
- 1902年（明治35年）
  - 10月13日
    - イタリア王国：王冠第二等勲章[20]
    - スペイン王国：有功第四級勲章[20]
    - ロシア帝国：神聖スタニスラス第一等勲章[20]
    - フランス共和国：レジオンドヌール勲章コマンドゥール[20]

  - 10月28日 - イギリス王国：皇帝皇后両陛下戴冠記念章[20]
  - 12月27日 - ベルギー王国：レオポール剣付第三等勲章[21]

## 親族
- 養嗣子 井上清純（海軍大佐、貴族院議員。吉田清成の二男）